# Sekai Saikō no Ansatsusha, Isekai Kizoku ni Tensei suru
Sekai Saikō no Ansatsusha, Isekai Kizoku ni Tensei suru (яп. 世界最高の暗殺者、異世界貴族に転生する, Sekai Saikō no Ansatsusha, Isekai Kizoku ni Tensei suru, англ. The World's Finest Assassin Gets Reincarnated in Another World as an Aristocrat; укр. Найкращий у світі вбивця перероджується в іншому світі як аристократ) — серія японських ранобе, написана Руї Цукійо та проілюстрована Рейя. З липня 2018 року до жовтня 2021 року вона виходила онлайн на створеному користувачами вебсайті для публікації романів Shōsetsuka ni Narō. Пізніше його придбала Kadokawa Shoten, яка публікувала серію з лютого 2019 року у Kadokawa Sneaker Bunko.
Адаптація манґи з ілюстраціями Хамао Сумераґі була серіалізована онлайн через вебсайт Kadokawa Shoten Young Ace Up із січня 2019 року. І ранобе, і манґа були ліцензовані в Північній Америці Yen Press. Адаптація у форматі аніме-телесеріалу від Silver Link і Studio Palette транслювалася з жовтня по грудень 2021 року.

## Синопсис
Головний герой — старий, який прожив своє життя як найкращий у світі вбивця. Через похилий вік він остаточно вирішив піти на пенсію. Однак літак, на якому він був, зазнав диверсії, і навіть його навички найвидатнішого вбивці не змогли врятувати його. Коли він помер, його розбудила богиня, яка хотіла перевтілити його у світ меча і магії, тому що їй потрібен набір його навичок, щоб запобігти знищенню цього світу від рук Героя. Прийнявши це прохання, головний герой прокидається як Люго Туаха Де і клянеться нарешті прожити повноцінне життя, використовуючи свої навички, щоб врятувати світ.

## Персонажі
Люго Туаха Де (яп. ルーグ・トウアハーデ, Rūgu Tōahāde)
Сейю: Kenji Akabane, Makoto Koichi (young) (оригінал), Christian Banas (англійський дубляж)
Другий син Кіана та Есрі, Люго є спадкоємцем дому Туаха Де, якого батько навчив що мистецтву медицини, то і мистецтву вбивства. Його старший брат помер. Богиня доручила йому вбити Героя після того, як той переможе Володаря Демонів, оскільки пророцтво показало, що Герой, п'яний від влади, сам знищить світ після перемоги над Володарем Демонів.
Діа Віконе (яп. ディア・ヴィコーネ, Dia Vikōne)
Сейю: Reina Ueda (оригінал), Caitlin Glass (англійський дубляж)
Подруга дитинства Люго, двоюрідна сестра, а також його кохана（на три роки старший за нього）. Діа вперше зустріла Люго, коли стала його вчителькою магії. Вона є одною із наймогутніших магічок у своєму королівстві (Свойґель) і стає ще могутнішою за допомогою Люго та його всебічного знання сучасного світу. Коли регіон Віконе охоплює громадянська війна, батько Діа просить Люго відвезти Діа в безпечне місце, в регіон Туаха Де, де її всиновлюють під виглядом молодшої сестри Люго.
Тарте (яп. タルト, Taruto)
Сейю: Yūki Takada (оригінал), Courtney Lin (англійський дубляж)
Помічниця Люго у вбивствах, Тарте — маг, врятована Лугом, яка віддає всю себе своєму рятівнику. На перший погляд вона виглядає як прекрасна покоївка Люго. Тарте вправно володіє списом. Вона також бере участь у допитах полонених. Хоча вона усвідомлює, що Люго врятував їй життя лише заради її високого магічного таланту, Тарте вирішує присвятити все своє життя тому, щоб бути його найбільш відданим інструментом, аж до закоханості у Люго.
Маха (яп. マーハ, Māha)
Сейю: Shino Shimoji (оригінал), Hayden Bishop (англійський дубляж)
Прийомна сестра Люго, Маха, є ще одним магом, яку врятували підступи Люго, хоча в той час він був відомий під псевдонімом Ілліґ Балор. Вона працює генеральним директором косметичного бренду Люго, поки сам Люго відсутній. Її роль у групі вбивць Луга полягає у зборі інформації, матеріально-технічній підтримці та допиті в'язнів. Подібно до Тарте, вона розуміє, що Люго врятував їй життя лише тому, що вона могла була корисною в його місії, але попри це вона відчуває до нього більші почуття, аніж вдячність.
Кіан Туаха Де (яп. キアン・トウアハーデ, Kian Tōahāde)
Сейю: Toshiyuki Morikawa (оригінал), Kyle Hebert (англійський дубляж)
Батько Люго, як барон він є нинішнім головою дому Туаха Де. Люблячий батько, він пишається тим, що його син засвоїв стільки його вчень, особливо у випадку, коли його син порушив сімейне правило, щоб допомогти своїй коханій, подібно до того, як сам Кіан вчинив зі своєю другою половинкою.
Есрі Туаха Де (яп. エスリ・トウアハーデ, Esuri Tōahāde)
Сейю: Chiaki Takahashi
Мати Люго, дворянка з дому Віконе, колір її сріблястого волосся успадкував і Люго. Спочатку вона була проти виховання Люго як вбивці дому Туаха Де, але чоловік переконав її, пообіцявши, що з усіх сил захистить Люго. Есрі любить дражнити свого сина і часто бере участь з ним у кулінарних змаганнях після того, як навчила його готувати та зрештою виявила, що він особливо вправний у кулінарному мистецтві.
Богиня (яп. 女神, Megami)
Сейю: Yukari Tamura (оригінал), Veronica Taylor (англійський дубляж)
Сутність із потойбіччя, яка пропонує вбивці шанс відродитися в іншому світі зі збереженими спогадами, але з умовою вбити Героя цього світу до того часу, коли вбивці виповниться 18 років. Пізніше виявилося, що вона підлегла іншій, сильнішій сутності. Згідно з наказами цієї сутності, їй було доручено знайти відповідного вчителя для легендарного Героя світу, і коли прийде час, вона знайде когось, щоб убити цього героя.
Вбивця (яп. 暗殺者, Ansatsusha)
Сейю: Junpei Morita (оригінал), Mick Lauer (англійський дубляж)
Легендарний вбивця, якого вбила його ж організація та переродився як Люго Туаха Де Богинею, щоб виконати місію. Перед смертю йому дали псевдонім «Аллен Сміт».

## Медіа

### Ранобе
Томи серії виходили на вебсайті Shōsetsuka ni Narō з липня 2018 року по жовтень 2021 року. З лютого 2019 року Kadokawa Shoten почала випуск серії у друкованому вигляді та опублікувала сім томів у Kadokawa Sneaker Bunko. У липні 2020 року Yen Press оголосила про ліцензування серіалу.
| № | Японська         | Японська               | Англійська        | Англійська             |
| № | Дата виходу      | ISBN                   | Дата виходу       | ISBN                   |
| - | ---------------- | ---------------------- | ----------------- | ---------------------- |
| 1 | 1 лютого 2019    | ISBN 978-4-04-107941-6 | 29 грудня 2020    | ISBN 978-1-97-531241-1 |
| 2 | 1 липня 2019     | ISBN 978-4-04-107874-7 | 27 квітня 2021    | ISBN 978-1-97-531243-5 |
| 3 | 1 листопада 2019 | ISBN 978-4-04-107877-8 | 12 жовтня 2021    | ISBN 978-1-97-533335-5 |
| 4 | 1 квітня 2020    | ISBN 978-4-04-108971-2 | 22 лютого 2022    | ISBN 978-1-97-533457-4 |
| 5 | 1 вересня 2020   | ISBN 978-4-04-108972-9 | 21 червня 2022    | ISBN 978-1-97-533465-9 |
| 6 | 27 лютого 2021   | ISBN 978-4-04-108973-6 | 22 листопада 2022 | ISBN 978-1-97-534332-3 |
| 7 | 29 липня 2022    | ISBN 978-4-04-111501-5 | —                 | —                      |

### Манґа
У січні 2019 року манґа-адаптація від Хамао Сумерагі почала виходити на вебсайті манґи Young Ace Up від Kadokawa Shoten і була зібрана в п'ять томів танкобон. Yen Press також отримали ліцензію на випуск манґи англійською мовою.
| № | Японська         | Японська               | Англійська      | Англійська             |
| № | Дата виходу      | ISBN                   | Дата виходу     | ISBN                   |
| - | ---------------- | ---------------------- | --------------- | ---------------------- |
| 1 | 4 жовтня 2019    | ISBN 978-4-04-108699-5 | 9 лютого 2021   | ISBN 978-1-97-531661-7 |
| 2 | 3 липня 2020     | ISBN 978-4-04-109105-0 | 22 березня 2022 | ISBN 978-1-97-533510-6 |
| 3 | 9 квітня 2021    | ISBN 978-4-04-111203-8 | 12 липня 2022   | ISBN 978-1-97-533512-0 |
| 4 | 9 листопада 2021 | ISBN 978-4-04-111808-5 | 21 лютого 2023  | ISBN 978-1-97-535077-2 |
| 5 | 9 вересня 2022   | ISBN 978-4-04-112553-3 | 23 травня 2023  | ISBN 978-1-97-536927-9 |

### Аніме
15 лютого 2021 року було оголошено про аніме-адаптацію у форматі телесеріалу від Silver Link і Studio Palette. Масафумі Тамура став режисером серіалу, Кацухіко Такаяма відповідає за сценарій, Ері Наґата розробила персонажів, а Кенічі Курода написав музику. Спочатку прем'єра серіалу була запланована на липень 2021 року, але була відкладена на жовтень 2021 року через «різні обставини». Він транслювався з 6 жовтня по 22 грудня 2021 року на AT-X та інших каналах. Початковою темою є «Dark seeks light» у виконанні Юі Ніномії, а завершальною темою є «A Promise» у виконанні Айри Юкі.
Crunchyroll ліцензували серіал за межами Азії. 28 жовтня 2021 року Crunchyroll оголосили, що серіал отримає англійський дубляж, прем'єра якого відбулася 24 листопада 2021 року. Muse Communication ліцензували серіал у Південній та Південно-Східній Азії.
| № серії | Назва серії                                                                | Режисер(и)                      | Сценарист(и)       | Автор розкадровки                 | Оригінальна дата показу | Прим.  |
| ------- | -------------------------------------------------------------------------- | ------------------------------- | ------------------ | --------------------------------- | ----------------------- | ------ |
| 1       | «Ціна довіри» «Quantum of Trust» (яп. 信用の報酬)                          | Masafumi Tamura                 | Katsuhiko Takayama | Gōichi Iwahata Masafumi Tamura    | 6 жовтня 2021           | [ 39 ] |
| 2       | «Договір про переродження» «Deal of Reincarnation» (яп. 転生の取引)        | Masafumi Tamura Yoshifumi Sueda | Katsuhiko Takayama | Masafumi Tamura Yoshifumi Sueda   | 13 жовтня 2021          | [ 40 ] |
| 3       | «Магія зв'язків» «Magic of Bonds» (яп. 絆の魔法)                           | Yūsuke Sekine                   | Katsuhiko Takayama | Masafumi Tamura                   | 20 жовтня 2021          | [ 41 ] |
| 4       | «План богині» «Plan of Goddess» (яп. 女神の計画)                           | Studio Palette Motomasa Maeda   | Katsuhiko Takayama | Studio Palette Motomasa Maeda     | 27 жовтня 2021          | [ 42 ] |
| 5       | «Кваліфікація вбивць» «Qualifications of Assassins» (яп. 暗殺者の資格)     | Masahiro Hosoda                 | Katsuhiko Takayama | Masahiro Hosoda                   | 3 листопада 2021        | [ 43 ] |
| 6       | «Дівочий маєток» «Residence of Girls» (яп. 少女の館)                       | Masafumi Tamura                 | Katsuhiko Takayama | Masafumi Tamura                   | 10 листопада 2021       | [ 44 ] |
| 7       | «Життя під маскою» «Life of Falsehoods» (яп. 偽りの生活)                   | Mamoru Enomoto                  | Katsuhiko Takayama | Masayoshi Nishida Masafumi Tamura | 17 листопада 2021       | [ 45 ] |
| 8       | «Ритуал вибору» «Rites of Choice» (яп. 選択の儀式)                         | Yoshifumi Sueda                 | Katsuhiko Takayama | Yoshifumi Sueda                   | 24 листопада 2021       | [ 46 ] |
| 9       | «Компенсація за вбивство» «Compensation of Assassination» (яп. 暗殺の代償) | Yūsuke Sekine                   | Katsuhiko Takayama | Gōichi Iwahata Masafumi Tamura    | 1 грудня 2021           | [ 47 ] |
| 10      | «Перше побачення» «First of Dates» (яп. 初めてのデート)                    | Motomasa Maeda Masafumi Tamura  | Katsuhiko Takayama | Motomasa Maeda                    | 8 грудня 2021           | [ 48 ] |
| 11      | «Дилема зради» «Choice of Betrayal» (яп. 裏切りの決意)                     | Masahiro Hosoda                 | Katsuhiko Takayama | Gōichi Iwahata Masafumi Tamura    | 15 грудня 2021          | [ 49 ] |
| 12      | «Битва вбивць» «Battle of Assassin» (яп. 暗殺者の戦い)                     | Yoshifumi Sueda Masafumi Tamura | Katsuhiko Takayama | Yoshifumi Sueda Masafumi Tamura   | 22 грудня 2021          | [ 50 ] |

## Нотатки
1. 1 2  Silver Link зробили епізоди 1, 3, 5, 7, 9, та 11, а Studio Palette — епізоди 2, 4, 6, 8, 10, 12, а також опенінг та ендінг[1].
2. ↑  Усі англійські назви взяті з Crunchyroll[37], а українські — з перекладу від FanVoxUA